# Kanton Vineuil
Kanton Vineuil (francouzsky Canton de Vineuil) je francouzský kanton v departementu Loir-et-Cher v regionu Centre-Val de Loire. Tvoří ho tři obce.

## Obce kantonu
- Montlivault
- Saint-Claude-de-Diray
- Vineuil